# Folke Hellgren (militär)
Folke August Hellgren, född den 27 april 1883 i Vinköls församling, Skaraborgs län, död den 26 juni 1965 i Vasa församling, Göteborg, var en svensk militär.
Hellgren, vars far var kyrkoherde, avlade studentexamen 1902. Han blev underlöjtnant vid Skaraborgs regemente 1904 och löjtnant där 1906. Hellgren genomgick Krigshögskolan 1909–1911 och övergick som löjtnant till generalstaben 1916. Han befordrades till kapten där samma år och var adjutant hos försvarsministern 1918–1920. Hellgren befordrades till major vid generalstaben 1926 och var stabschef vid II. arméfördelningen 1926–1927. Han fick transport som major till Bohusläns regemente 1928 och blev överstelöjtnant i armén 1930, vid Västerbottens regemente 1931. Hellgren var överste och sekundchef för Göta livgarde 1934–1938. Han övergick till reserven 1938. Hellgren blev riddare av Svärdsorden 1925, kommendör av andra klassen av samma orden 1937 och kommendör av första klassen 1944. Han vilar på Norra begravningsplatsen utanför Stockholm.